# Francisco García-Calderón Landa
Francisco García-Calderón Landa (Arequipa, 2 de abril de 1834-Lima, 21 de septiembre de 1905) fue un jurista, militar, político y diplomático peruano, que llegó a ser Presidente del Perú durante un breve periodo, desde marzo hasta noviembre de 1881, conocido como el Gobierno de La Magdalena, en plena Guerra del Pacífico.
Figura notable de la jurisprudencia peruana, fue autor de un célebre Diccionario de la Legislación Peruana y brilló tanto en el foro cuanto en  la cátedra universitaria. Fue presidente del Congreso Constituyente de 1867, Ministro de Hacienda en 1868, decano del Colegio de Abogados de Lima de 1874 a 1876 y senador por Arequipa de 1876 a 1879.
Tras la ocupación chilena de Lima, una «Junta de Notables» lo reconoció como Presidente Provisorio del Perú, estableciendo la sede de su gobierno en La Magdalena, en marzo de 1881. Desde allí inició gestiones de paz con Chile, pero sin aceptar una desmembración territorial, hecho que no fue del agrado de los chilenos que lo apresaron y lo confinaron a Chile, donde continuaron presionándole para firmar la paz con cesión territorial.
Firmado el Tratado de Ancón en 1883, se le impidió regresar inmediatamente al Perú, por lo que inició un periplo por Buenos Aires y Europa. A su retorno, asumió el rectorado de la Universidad Nacional Mayor de San Marcos (1886) y se incorporó al Congreso, pues había sido elegido en ausencia senador por Arequipa. Llegó a ser presidente del Senado (1886-1887). Fue asimismo, el primer presidente de la Academia Peruana de la Lengua (1887).

## Primeros años
Hijo del notable juez arequipeño, Eduardo García-Calderón y Crespo, y de Ventura Martínez-Landa y Guerola, estudió en la emblemática Institución Educativa Glorioso Colegio Nacional de la Independencia Americana, de su ciudad natal. Sus estudios superiores los hizo en la Universidad Nacional de San Agustín de Arequipa, donde se doctoró en Derecho en 1850 y se recibió de abogado en 1852, cuando tenía 18 años, aunque solo podía ejercer su profesión después de cumplir 21 años de edad.
Simultáneamente se inició en la docencia, como profesor de filosofía y matemáticas en el colegio de la Independencia Americana, así como regentando las cátedras de Derecho Civil, Natural, Canónico e Internacional en la Universidad de San Agustín. En la Universidad Nacional Mayor de San Marcos se doctoró en Jurisprudencia con una tesis sobre La frenología en sus relaciones con la Medicina, el Derecho y la Educación (1864).
Por entonces hizo su más importante contribución académica al Derecho peruano: su monumental Diccionario de la Legislación Peruana, cuya primera edición es de 1860-62 (2 volúmenes); incluyó un pormenorizado análisis jurídico de cada figura legal, apoyándose en la doctrina de los juristas y en la legislación entonces vigente. Esta obra mereció en 1862 una medalla de oro del Congreso.
En 1864 fue nombrado oficial primero de la Dirección General de Hacienda y en 1865 fue promovido a la Dirección de Administración. Renunció entonces para dedicarse a su profesión, convirtiéndose en uno de los prominentes miembros del foro limeño.
En 1867 fue elegido diputado por Arequipa y llegó a ser presidente del Congreso Constituyente. Ese mismo año colaboró en la organización de la Academia Peruana de Ciencias y Bellas Letras, entidad de corta existencia. Ante el avance de la revolución de 1867 contra el gobierno de Mariano Ignacio Prado, solicitó a este presidente su renuncia.
En 1868, al inaugurar el coronel José Balta su gobierno constitucional, integró el gabinete ministerial asumiendo la cartera de Hacienda. Dicho gabinete estaba compuesto por diversas personalidades como Pedro Gálvez Egúsquiza (ministro de Gobierno), José Antonio Barrenechea (Relaciones Exteriores) y Luciano Benjamín Cisneros, otro prominente abogado de la época (Justicia). Pero su gestión como ministro fue efímera (del 4 de agosto al 15 de diciembre de 1868); ante la grave crisis hacendaria que parecía irresoluble, tuvo que renunciar y dar pase al entonces joven Nicolás de Piérola, que se haría célebre por negociar el llamado Contrato Dreyfus.
Fue elegido decano del Colegio de Abogados de Lima (entre 1874 y 1876) y presidente del Círculo Literario (1875). En 1876 fue elegido senador por Arequipa, función que desempeñó hasta 1881.
También tuvo una importante carrera empresarial. Fue director y presidente desde 1874 del Banco de la Providencia y gerente del Banco de Crédito Hipotecario desde 1873.
En 1874, el empresario estadounidense Henry Meiggs constituyó la Compañía de Obras Públicas y Fomento del Perú, en donde García Calderón ocupó el cargo de vicepresidente y según el historiador Alejandro Salinas "...tuvo un papel primordial en las conversaciones con el Presidente Pardo para arreglar las cuentas de los ferrocarriles" y "desde 1877 defendió en el Senado los intereses de Meiggs".
Fue uno de los fundadores de la Compañía Salitrera del Perú en 1878 de la cual fue presidente del directorio. Esta empresa tenía la consignación del salitre del Estado.

## Presidencia del Perú

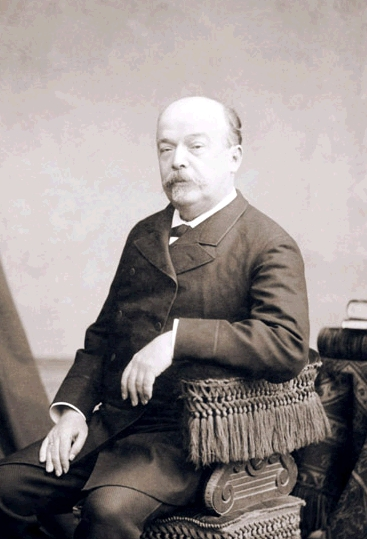
Francisco García Calderón Landa.

Después de la ocupación chilena de Lima, tras las derrotas peruanas de  San Juan y Miraflores, el dictador Nicolás de Piérola tuvo que retirarse a Ayacucho con la intención de reorganizar las tropas para proseguir la guerra.
Paralelamente en Lima, los "vecinos notables" se reunieron el 12 de marzo de 1881 y eligieron a Francisco García Calderón como Presidente Provisional de la República.
García Calderón estableció su gobierno en el Palacio de la Magdalena, casona ubicada en el pueblo de La Magdalena (hoy en el distrito de Pueblo Libre, en Lima), y convocó la reunión de un Congreso Extraordinario, el mismo que se instaló en Chorrillos, en el local de la Escuela de Clases, único edificio que se había salvado de la espantosa destrucción que sufriera dicho balneario y que hasta entonces servía como hospital para los heridos chilenos. El Congreso sesionó del 10 de julio a 23 de agosto de 1881. El Senado estuvo presidido por Francisco de Paula Muñoz, y la Cámara de Diputados por César Canevaro Valega.
García Calderón trató de unificar al país, nombrando como primer vicepresidente al contralmirante AP Lizardo Montero Flores, y como segundo vicepresidente al general Andrés Avelino Cáceres.
Los chilenos, que no aceptaban a Piérola como autoridad, reconocieron a García Calderón como jefe del gobierno peruano, a fin de poder gestionar el fin de la guerra. Finalmente, Piérola renunció el 28 de noviembre de 1881.

### Gestiones de paz
García Calderón, con la potestad otorgada por el Congreso de Chorrillos, inició las negociaciones de paz con Chile. Una de las condiciones chilenas para el término de la guerra era la cesión de los territorios de Tarapacá y Arica, a lo que el presidente peruano se negó rotundamente. Sin embargo, tratando de buscar una salida a este entrampamiento, García Calderón aceptó pagar una indemnización razonable a Chile por los gastos de guerra, dejando en claro que el Perú poseía los recursos para hacerlo. Esta posición contó al principio con el respaldo de los Estados Unidos de América, que se prestó a mediar en el conflicto.
El día 25 de agosto de 1881, el embajador de los Estados Unidos en Perú, Mr. Hurlbut, envió una carta al contralmirante Patricio Lynch, el jefe de las fuerzas de ocupación chilenas, donde le informaba claramente que 

los Estados Unidos apoyarían al Perú en el sentido de no ceder un pie de su territorio a menos que se demostrara que el Perú no iba a ser capaz de pagar una indemnización de guerra de alguna otra manera.

Lynch no contestó la nota, aunque la posición estadounidense debió sin duda inquietar a los chilenos. El día de 18 de septiembre, asumió en Chile el presidente Domingo Santa María; el día 26 del mismo mes los chilenos tomaron posesión de la Caja Fiscal del gobierno peruano y embargaron sus fondos en el Banco de Londres; el día 28, por bando, Lynch declaró que solo subsistían las autoridades municipales, con lo que suspendía el gobierno de García Calderón. El día 30,  García Calderón declaraba:

La soberanía del Perú, origen de mi poder, no está sujeta a las autoridades de Chile, ni desaparecerá aunque todo [el país] fuera ocupado.

El día 6 de noviembre García Calderón fue arrestado y deportado a Chile a bordo del blindado Almirante Cochrane. Antes de partir lanzó una proclama al país, en la que pidió la unión nacional y dejó constancia que su destierro era debido a la energía con que defendía la integridad del territorio y la soberanía de la nación.

### Cautiverio en Chile
En Chile, García Calderón, si bien fue recibido con cortesía por las autoridades chilenas, continuó siendo presionado para que aceptase las condiciones de paz que Chile quería imponer al Perú. Pero él, inflexiblemente, se negó a todo trato de paz que involucrase cesión territorial. Esto le ocasionaría represalias, en lo concerniente a las comodidades que debía recibir en su calidad de mandatario. Sufrió también ataques a su honra, como aquella calumnia que aseveraba que su negativa a ajustar la paz era por un interés personal, por estar vinculado a la Compañía Salitrera del Perú, habiendo, supuestamente, exigido que se pagaran los adeudos a dicha empresa.  Le acompañó en el destierro su esposa Carmen Rey y Basadre, hija de quien fuera durante veinticinco años cónsul de Chile en Arica,
En el Perú le sucedió el contralmirante AP Lizardo Montero Flores, como presidente provisorio instalado en Cajamarca, luego en Huaraz y finalmente en Arequipa.
La política de los Estados Unidos respecto al arreglo de paz entre Perú y Chile sufrió un viraje total luego del asesinato del presidente estadounidense James Garfield y la renovación de su gobierno; tras haber apoyado una paz sin cesión territorial, el nuevo gobierno estadounidense instigó al Perú a que firmara la paz con cesión de Tarapacá y aun con la entrega de Tacna y Arica a cambio de una compensación pecuniaria.
Estando García Calderón retenido en Valparaíso, nació su hijo, el futuro escritor Francisco García Calderón Rey. En ese puerto, sin embargo, continuó ejerciendo su influencia en los asuntos concernientes al futuro de su patria a través de correspondencia para evitar la cesión de territorios, aún a riesgo de mayores rigores en su contra, los que finalmente se produjeron al ser relegado a la entonces atrasada ciudad de Rancagua, donde se le limitó casi en absoluto su capacidad de comunicación con el exterior. Su hijo, el también escritor Ventura García Calderón, rememorando los relatos de su madre, describió el ambiente hostil que el presidente peruano debió sufrir durante su cautiverio en Chile:

"No, no se me ha borrado de la memoria lo que tantas veces escuché referir a mi madre con los ojos llenos de lágrimas: al hijo que nace en Valparaíso [Francisco García Calderón Rey] le dan por cuna irrisoria un cajón de Burdeos; el Arzobispo de Santiago, olvidando sus deberes y la caridad evangélica, exige que el niño por bautizar sea inscrito en el registro bautismal como ciudadano chileno; por eso mi hermano Francisco sólo pudo ser cristianizado en Buenos Aires. En Rancagua, cuando quiere el enemigo romper la férrea voluntad de su víctima le da por alojamiento una sucia barraca hedionda a cuya puerta cerrada acuden en las noches los rotos ebrios de la cantina próxima echando sonoramente el pecho del caballo y gritando: "Muera el Presidente García Calderón". Dos mujeres temblorosas, mi madre y mi abuela, escuchaban en la sombra, sin dormir, la amenaza que pudo hacerse efectiva..."

Según testimonio de personeros extranjeros que tuvieron la facultad de visitarlo en el exilio, el señor García Calderón y su familia dieron en todo momento, y pese a las adversidades, muestra de dignidad y espíritu inquebrantable.

## Pospresidencia

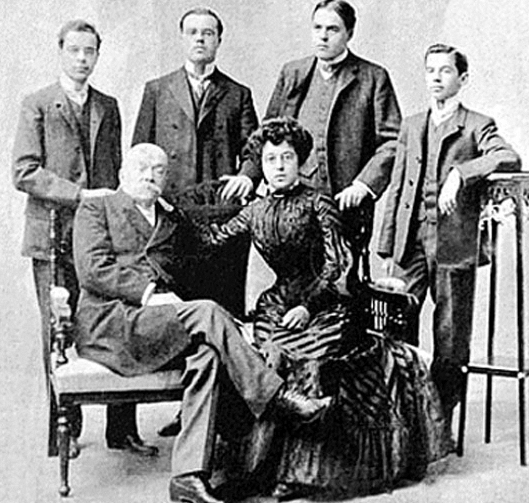
Francisco García Calderón y sus hijos. Revista Prisma, 1905.

García Calderón quedó retenido en Santiago de Chile hasta el canje del Tratado de Ancón y, en vista de que se le prohibió su retorno inmediato a Lima, se dirigió a Buenos Aires en 1884, enrumbando luego a Europa. En ausencia fue elegido senador por Arequipa desde 1886 hasta 1894 con la única excepción de 1887 y rector de San Marcos. Retornó a Lima en julio de 1886, junto con su esposa y sus hijos Francisco y Ventura, este último nacido en París en febrero del mismo año.
Tras reintegrarse a su patria, después de un largo cautiverio, asumió su función senatorial, que ejerció de 1886 a 1893, llegando a ser presidente de su cámara. Como tal, inspiró leyes básicas para la reconstrucción y el ordenamiento del país. Volvió a ser elegido senador, esta vez por el departamento de Puno, ejerciéndolo de 1899 a 1904.
Fue además rector de la Universidad Nacional Mayor de San Marcos en dos oportunidades: de 1886 a 1891 y de 1895 hasta su muerte; a lo largo de esta larga gestión se esforzó por enaltecer la solvencia cultural y moral de la universidad, aumentó el número de cátedras y orientó la actividad docente hacia la comprensión de los hechos ocurridos en la vida social.
Asimismo, el 30 de agosto de 1887 fue elegido como primer presidente de la Academia Peruana de la Lengua, que había sido creada por Ricardo Palma el 6 de mayo de ese mismo año a instancias de la Real Academia Española.
Falleció en la ciudad de Lima el 21 de septiembre de 1905. En reconocimiento a su trayectoria en el ámbito legal el gobierno peruano instituyó, por resolución suprema del 14 de marzo de 1952, la fecha de su natalicio como Día del Abogado.

## Descendencia
Se casó en Lima con Carmen Rey y Basadre, el 9 de octubre de 1881, en una ceremonia en la que concurrieron cien personas. El mejor regalo de la boda la hizo el empresario estadounidense Charles Watson, que  obsequió un servicio de café de oro de 21 quilates. Según Ricardo Palma: "...la novia es una linda joven de 28 años, bocado no sólo para cardenal sino hasta para concilio ecuménico".
El matrimonio tuvo cinco hijos:
- Francisco García-Calderón Rey (1883-1953), escritor y diplomático, miembro de la Generación del 900. Casado con Rosa Amalia Lores Hurtado.
- Ventura García-Calderón Rey (1886-1959), escritor y crítico literario.
- María García-Calderón Rey.
- José García-Calderón Rey (1888-1916), arquitecto. Se alistó en la Legión Extranjera francesa y falleció en Verdún durante la Primera Guerra Mundial.
- Juan García-Calderón Rey, casado con Guillermetti Marquis.

## Obras escritas

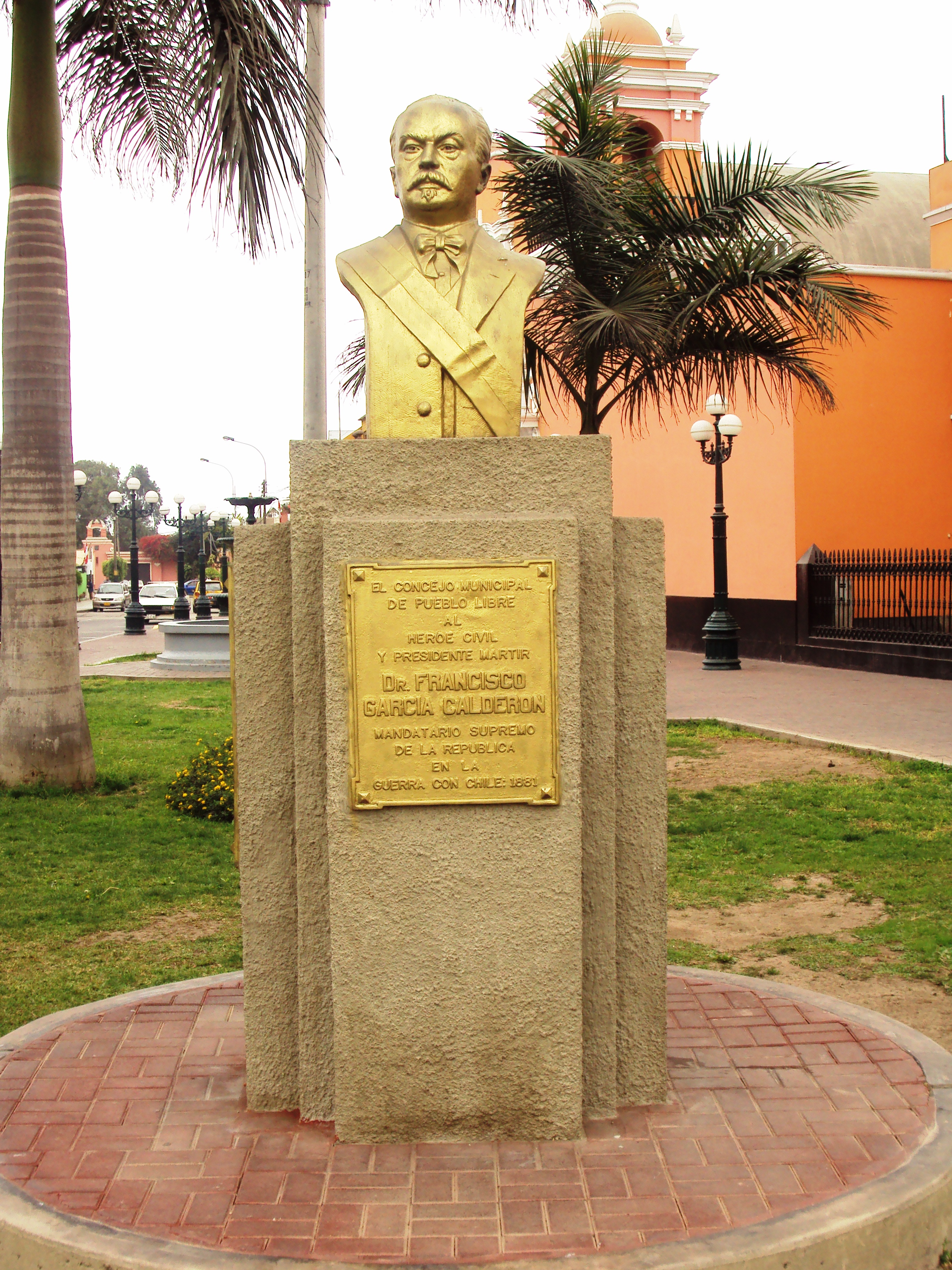
Monumento a Francisco García Calderón en distrito de Pueblo Libre, Lima.

- Diccionario de la Legislación Peruana (Lima, 1861-1863, en dos volúmenes y un apéndice; reeditado en París, en 1879).
- Estudios sobre el Banco de Crédito Hipotecario y las leyes de hipoteca (Lima, 1868).
- Plan de hacienda propuesto a la legislatura de 1868 (Lima, 1868).
- Mediación de los Estados Unidos de Norte América en la guerra del Pacífico (Buenos Aires, 1884).
- Réplica al alegato del Ecuador (1896)
- Proyecto de ley de instrucción aprobado por la comisión nombrada al efecto por el supremo gobierno (1899).
- Memorias del cautiverio (edición póstuma, en 1949).